# 닷거미과
닷거미과(Pisauridae, Nursery web spider)는 1890년 유진 사이먼(Eugène Simon)이 처음으로 기술한 새실젖거미아목 거미과이다. 이 과의 암컷은 특별한 새끼방 거미줄을 만드는 것으로 알려져 있다. 알이 부화하려고 할 때 암컷 거미는 텐트 같은 거미줄을 만들고 그 안에 알주머니를 넣은 다음 밖에서 보초를 서기 때문에 이 과의 통칭이 된다. 그러나 늑대 거미와 마찬가지로 닷거미는 먹이를 잡는 데 거미줄을 사용하지 않는 배회 사냥꾼이다.
종은 극도로 건조하거나 추운 환경을 제외하고 전 세계적으로 발생하며 거의 모든 곳에서 흔하다. 많은 사람들이 잔잔한 물 표면 위를 걸을 수 있고 적들을 피하기 위해 일시적으로 수면 아래로 잠수할 수도 있다. 그들은 130~150mm(5~6인치)의 거리를 점프할 수 있지만 유리와 같이 매우 매끄러운 표면을 오르는 데 어려움을 겪는다.
닷거미과라는 이름은 특히 유럽 종인 피사우라 미라빌리스(Pisaura mirabilis)에 주어지지만, 이 과에는 낚시 거미와 뗏목 거미도 포함된다. 성체 암컷 표본은 다리를 제외하고 길이가 최대 15mm에 달할 수 있다. 수컷의 다리는 몸 크기에 비해 암컷보다 길다.
암컷 거미는 때때로 짝짓기 후에 수컷을 잡아먹으려고 시도한다. 수컷은 이런 위험을 줄이기 위해 종종 암컷에게 접근할 때 파리 같은 선물을 선물하는데, 이것이 암컷의 배고픔을 채워줄 것이라는 희망을 품고 있다. 때때로 이 선물은 여성을 속이기 위한 가짜 선물이기도 하다. 수컷은 짝짓기를 하기 위해 암컷을 속이기 위해 가짜 선물을 비단으로 포장할 수 있다. 암컷은 가짜 선물을 감지하고 짝짓기를 종료하여 실제 선물을 주지 않는 수컷의 속임수를 무효화할 수 있다.
닷거미과는 몇 가지 주요 차이점을 제외하면 늑대 거미(Lycosidae)와 유사하다. 늑대거미의 뒤쪽 측면 눈은 상대적으로 뒤쪽에 있고 옆쪽으로 향하고 있다. 닷거미에서는 뒤쪽 측면 눈이 뒤쪽 중앙 눈에 더 가깝다. 또한 암컷 닷거미는 늑대 거미처럼 방적돌기에 알주머니를 부착하는 대신 협잡이와 함께 알주머니를 가지고 다닌다.